# Polskie LNG
Polskie LNG S.A. – była spółka będąca właścicielem i operatorem terminalu skroplonego gazu ziemnego (LNG) w Świnoujściu. Powstanie terminalu LNG w Świnoujściu pozwoliło na odbieranie gazu ziemnego – drogą morską – praktycznie z dowolnego kierunku na świecie, przez co inwestycja przyczyniła się do zwiększenia energetycznego bezpieczeństwa Polski i regionu.
14 maja 2021 spółki Operator Gazociągów Przesyłowych Gaz-System S.A. i Polskie LNG S.A. połączyły się. Dotychczasowe przedsięwzięcia i działalność spółki Polskie LNG S.A. są kontynuowane przez Gaz-System jako następcę prawnego spółki.

## Historia
Polskie LNG Sp. z o.o. została utworzona 17 kwietnia 2007 roku przez Polskie Górnictwo Naftowe i Gazownictwo SA jako jedynego wspólnika i zarejestrowana 21 maja 2007 roku. Na mocy Uchwały Rady Ministrów z 19 sierpnia 2008 r. właścicielem Polskiego LNG został Operator Gazociągów Przesyłowych Gaz-System S.A., spółka Skarbu Państwa odpowiadająca za bezpieczeństwo dostaw gazu ziemnego sieciami przesyłowymi. 8 grudnia 2008 r. nastąpiło nabycie 100% udziałów Polskiego LNG przez Gaz-System S.A. 
Z dniem 31 grudnia 2009 roku spółka Polskie LNG sp. z o.o. uległa przekształceniu w spółkę akcyjną. 21 czerwca 2018 r. Wojewoda Zachodniopomorski wydał Spółce Polskie LNG decyzję o pozwoleniu na budowę inwestycji polegającej na rozbudowie mocy regazyfikacyjnych terminalu LNG w Świnoujściu do 7,5 mld Nm³. Tym samym program rozbudowy największego importowego terminalu gazu skroplonego na Bałtyku wszedł w fazę budowlaną. Wśród czterech elementów rozbudowy planowane jest: zwiększenie mocy regazyfikacyjnych (SCV), budowa drugiego nabrzeża dla załadunku i rozładunku metanowców małej i średniej skali, bunkierek, jak również bunkrowania statków, dostawienie trzeciego zbiornika o pojemności 180 000 m³ LNG oraz budowa bocznicy kolejowej umożliwiającej przeładunek LNG na cysterny kolejowe i ISO-kontenery.

## Terminal LNG
Terminal LNG w Świnoujściu to instalacja do odbioru i regazyfikacji skroplonego gazu ziemnego (ang. LNG – Liquefied Natural Gas). Proces regazyfikacji polega na przywróceniu gazu z postaci skroplonej do postaci gazowej. W takiej postaci gaz jest przesyłany siecią gazociągów (Krajowym Systemem Przesyłowym) do odbiorców.
Działalność inwestycyjną Polskie LNG rozpoczęło w 2010 roku, zaś terminal eksploatowany jest od 2016 r. Procesy technologiczne obsługiwane obecnie przez terminal: rozładunek LNG z tankowca przy nabrzeżu rozładunkowym, procesowe składowanie LNG w zbiornikach, regazyfikacja LNG i wysyłka gazu (NG) do Krajowego Systemu Przesyłowego, załadunek LNG na cysterny samochodowe i ISO-kontenery. Obecna zdolność przeładunkowa terminalu wynosi 5 mld Nm³ rocznie. Na terenie terminalu zlokalizowane są także dwa kriogeniczne zbiorniki do procesowego magazynowania LNG o pojemności 160 000 m³ każdy.